# David Gleirscher
David Gleirscher (Hall in Tirol, 23 juli 1994) is een Oostenrijk rodelaar. Gleirscher won tijdens de Olympische Winterspelen van 2018 de gouden medaille individueel en de bronzen medaille in de landenwedstrijd.

## Resultaten

### Wereldkampioenschappen
| Jaar | Plaats    | Resultaat                  |
| ---- | --------- | -------------------------- |
| 2016 | Königssee | 7e individueel 9e sprint   |
| 2017 | Igls      | 12e individueel 49e sprint |

### Olympische Winterspelen
| Jaar | Plaats      | Resultaat               |
| ---- | ----------- | ----------------------- |
| 2018 | Pyeongchang | individueel · estafette |

### Wereldbeker
| Seizoen   | Plaats                     |
| --------- | -------------------------- |
| 2013/2014 | 64e individueel            |
| 2014/2015 | 12e individueel            |
| 2015/2016 | 11e individueel            |
| 2016/2017 | 24e individueel 20e sprint |
| 2017/2018 | 12e individueel 23e sprint |

1964: Thomas Köhler ·
1968: Manfred Schmid ·
1972: Wolfgang Scheidel ·
1976: Dettlef Günther ·
1980: Bernhard Glass ·
1984: Paul Hildgartner ·
1988: Jens Müller ·
1992: Georg Hackl ·
1994: Georg Hackl ·
1998: Georg Hackl ·
2002: Armin Zöggeler ·
2006: Armin Zöggeler ·
2010: Felix Loch ·
2014: Felix Loch ·
2018: David Gleirscher ·
2022: Johannes Ludwig